# Towarzystwo Przyjaciół Uniwersytetu Hebrajskiego w Jerozolimie
Towarzystwa Przyjaciół Uniwersytetu Hebrajskiego w Jerozolimie – stowarzyszenie z siedzibą główną w Warszawie istniejące od 1922.
W Polsce towarzystwo miało 22 oddziały. Mojżesz Schorr pełnił funkcję prezesa towarzystwa, a w 1925 był honorowym gościem na ceremonii otwarcia uczelni. Delegatami na inauguracji Uniwersytetu Hebrajskiego w Jerozolimie byli także Samuel Goldflam, Borys Stawski, Leon Lewite i Menachem Elenberg. Towarzystwo wydało wspomnieniową publikację „Pamięci Dra Samuela Goldflama 1852–1932”.